# 十文字幻斎
十文字 幻斎（じゅうもんじ げんさい、1971年10月10日 - ）は日本のマジシャン、催眠エンターテイナー。京都府京都市右京区出身。京都市立嵯峨中学校卒業。本名不詳。
日本で最も速く催眠誘導する催眠術師として「閃光の催眠術師」と称している。NPO法人日本心理カウンセラー協会元役員、元専門委員会委員長、日本工学院専門学校コンサート・イベント科の特別講師、RPG特殊パフォーマンススクールのマジック、催眠術講師などを務める。

## 略歴
5歳の時に兄の「手品奇術入門」という本を見てマジックを始め、母に連れられ髙島屋のマジックのディーラーブースによく足を運んでいた。実家は嵯峨嵐山では名前が知れた家で、お金もあり、変わった性格だったため小学校時代は学校一のいじめられっ子だった。ディーラーブースの人から誘われ弟子入りし、中学時代から商品作りの手伝いや、マジックの実演販売をしていた。
いじめが続くのを避け、高校は隣の奈良まで通っていた。休日に立ち寄ったゲームセンターでいじめっ子に見つかり「マジックの種を明かせ」と言われ、師匠から種明かしを禁止されていたため断ると殴られたが、一人のいじめっ子が「こいつは俺の友達だ。今日からこいつをいじめたら俺が許さん」と態度を変え、この時を振り返って「マジックをやればいじめっ子でさえも心が繋がるんだと思い、マジックを自分の力の1つにしようと思いました。大人になってどんなに辛いことがあっても、この時を思い出すと頑張れます。この瞬間がなかったら、今の自分は存在しません。」と語っている。
高校1年の時に父が仕事の関係で単身ドイツに渡ることになり、自身は日本に残る予定だったが師匠から「将来世界を回るマジシャンになりたければ、一緒にドイツに行って来い」と言われ、高校2年の1学期で高校を辞め17歳でドイツに渡った。父は当初高校を辞めることを許してくれなかったが、世界で活躍するパラソルマジシャンの深井洋正が父に会い、父を説得してくれたという。ドイツではストリートパフォーマンスや日本人交流会でマジックを披露し、スイスで開かれたマジックの祭典「FISM」で深井洋正がブースを開いた際には実演販売の手伝いをしていた。3年半後、日本へ帰国。
サラリーマンとなったが会社が倒産し、建築、クリーニング、ラーメン屋など、あらゆるバイトを経験。ある日、マジックのチラシに「不思議を体験せよ」とあり、子供の頃から言葉に執着する性格で、この「体験せよ」が腑に落ちず、「体験とは身体を使う事なのに、マジックは見た感想や心の感動のはず。不思議なことを身体でするのは催眠術だ」と思い、催眠術師を志すことになった。
催眠術をエンターテインメントとして確立し、「催眠エンターテイナー」としてテレビやイベントで幅広く活動している。催眠術に掛からなくても放送をOKにしているが、掛かったフリのヤラセは一切禁止している。
マジックの弟子として、清月エンターテイメントのアレス、催眠術の弟子として、なんでんかんでんの川原ひろし、前田友理香、十文字瑠美、十文字悠迦などがいる。
赤いトサカ風の奇抜な髪型が特徴で、妻から「エンターテイナーをやるならインパクトのある色にした方がいい」と言われ赤にした。最初は頭全体が赤だったが、年齢と共にブリーチで頭皮が痛くなり我慢できなくなったため、ツーブロックとなり上だけ赤にした。美容室には3週間に1回通っている。
衣装でよく着ている襟の部分が右は紫、左は黒のアシンメトリーになっているジャケットも妻が決めたものである。
2019年公開の矢口史靖監督の映画『ダンスウィズミー』では催眠術の監修を務めた。
2020年に公式YouTubeチャンネル「十文字幻斎の『幻ちゃんねる』～赤いトサカの催眠術師～」を開設。画面越しに催眠術をかける動画などもアップしている。

## 出演
【】内は対象者、催眠にかからなかったものも含む。
テレビ
- くりぃむしちゅーのたりらリでイキます!!（日本テレビ）
- アイドリング!!!（フジテレビ、催眠技術協力）
- 百識王（フジテレビ）【藤ヶ谷太輔、戸塚祥太、番組スタッフ】
- バナナマンのブログ刑事（東海テレビ、2012年）【春香クリスティーン】
- サキよみ ジャンBANG!（テレビ東京）
- テベ・コンヒーロ（TBS）
- 芸能人更生バラエティ バナナ塾（東海テレビ）【大島麻衣、川原ひろし】
- 乃木坂工事中（テレビ愛知）【生田絵梨花】
- いただきハイジャンプ （フジテレビ）【中島裕翔、有岡大貴、八乙女光】
- しゃべくり007（日本テレビ）【吉高由里子、上田晋也（2017年）、小松菜奈及びレギュラーメンバー（2018年）】
- 水曜日のダウンタウン（TBS）【「ミスター押忍」こと和田和三（2017年）、おぼん・こぼん（2019年）、アキラ100%（2020年）】
  - 2016年「催眠術最強説」として、相手の得意技を催眠術で封じられるかが検証された。種目はワッキー（ペナルティ）との100メートル走、ジャイアント白田との寿司大食い、武藤敬司とのアームレスリング、古川洋平とのクイズ、コカドケンタロウ（ロッチ）との「たたいてかぶってジャンケンポン」。
- 今夜くらべてみました（日本テレビ）
- 欅って、書けない?（テレビ東京）【欅坂46（小池美波、石森虹花、藤吉夏鈴、松平璃子）】
- 青春高校3年C組（テレビ東京）【生徒】
- 変ラボ（日本テレビ）【小山慶一郎、手越祐也、増田貴久、加藤シゲアキ】
- 櫻井・有吉 THE夜会（TBS）【菜々緒、菅田将暉、松下奈緒（以上2016年）、広瀬すず、藤原竜也（以上2017年）、平野紫耀（2019年）】
- めちゃ×2イケてるッ!（フジテレビ）
- ぐるナイ「グルメチキンレース・ゴチになります!」（日本テレビ）【山崎賢人、本郷奏多（以上2019年）、佐藤健、松下洸平、中条あやみ（以上2021年）】
- 22/7 検算中（TOKYO MX、BS11）
- 学校へ行こう!（TBS）
- 火曜サプライズ復活特番（日本テレビ、2021年）【戸田恵梨香】
- 有田哲平と高嶋ちさ子の人生イロイロ超会議（TBS）【高嶋ちさ子】
- オールスター後夜祭 '22秋（TBS）【あかつ、とにかく明るい安村、クロちゃん（安田大サーカス）、みなみかわ】
- 日向坂で会いましょう（テレビ東京）【日向坂46（宮地すみれ、平岡海月、正源司陽子、平尾帆夏、小西夏菜実、齊藤京子）】
- オールナイトフジコ（フジテレビ）【フジコーズ（友恵温香）】 [7][8]

## 書籍
- 米映画「PUSH 光と闇の能力者」（2009年11月7日 - ）とのタイアップで、週刊少年マガジンの漫画「もう、しませんから。」に登場。